# اللوفر لنس
اللوفر لنس هو متحف فني يقع في لنس، فرنسا، على بعد حوالي 200 كيلومتر شمال باريس. يعرض أشياء من مجموعات متحف اللوفر التي تم إعارتها إلى المعرض على أساس متوسط أو طويل الأجل. يعد ملحق اللوفر لينس جزءًا من جهد لتوفير الوصول إلى المؤسسات الثقافية الفرنسية للأشخاص الذين يعيشون خارج باريس. على الرغم من أن المتحف يحافظ على روابط مؤسسية وثيقة مع متحف اللوفر، إلا أنه يتم تمويله بشكل أساسي من قبل منطقة نور با دو كاليه (بالفرنسية: Nord-Pas-de-Calais)‏.

## التاريخ
أطلقت وزارة الثقافة ومديرية اللوفر خطة، في عام 2003، لبناء متحف تابع لمتحف اللوفر في واحدة من 22 منطقة في فرنسا. فقط با نورد دو كاليه بطلب للحصول على المتحف واقترحت ست مدن: ليل، عدسة، فالنسيان، كاليه، بيتون وبولوني سور مير. في عام 2004، أعلن جان بيير رافاران، رئيس الوزراء الفرنسي آنذاك، أن لنس هي المدينة المستفيدة.
تم اختيار موقع المتحف على أمل عكس ثروات مجتمع تعدين لنس المحبط، الذي دمرته كل من الحربين العالميتين والاحتلال النازي، وعانى من عدة كوارث تعدين بما في ذلك كارثة منجم كوريير، الأسوأ في التاريخ الأوروبي، ومأساة قتل 42 من عمال المناجم. تم إغلاق آخر منجم في لنس في عام 1986، مما تسبب في ارتفاع معدل البطالة أعلى بكثير من المعدل الوطني الفرنسي. قال رئيس باس دو كاليه دانييل بيرشيرون: «تخلت عنا فرنسا عندما توقف الفحم، وأصبحنا مدينة أشباح».
استلهم المسؤولون من التحول الاقتصادي للمدينة الصناعية الإسبانية بلباو، والذي نتج جزئيًا عن بناء القمر الصناعي لمتحف غوغنهايم بلباو (الذي أطلق عليه اسم «تأثير بيلباو»، على الرغم من أن البعض حذر من أن المقارنة محدودة بسبب قلة عدد سكان لنس، وافتقارها إلى مناطق جذب سياحي أخرى.) انتقد بعض سكان «لنس» المشروع؛ شعروا أن مشروع جلب الثقافة إلى مدينتهم كان «رعاية». وأشار نقاد آخرون إلى أن المتحف لا يحاول معالجة تاريخ لنس المضطرب أو الصعوبات الاقتصادية الحالية.
وفاز في مسابقة تصميم من شتى أنحاء العالم الياباني شركة المعماري صنعاء بالتعاون مع شركة نيويورك إيمري كالبرت (بالإنجليزية: Imrey Culbert)‏، الفرنسي مهندس المناظر الطبيعية كاثرين موسباخ، وعالم المتاحف أدريان جاردير. حصل متحف اللوفر لنس، سانا + أول مبنى لإيمري كولبير في فرنسا، على جائزة Prix darchitecture de lEquerre dArgent لعام 2013.
يقع اللوفر لنس بالقرب من العديد من النصب التذكارية للحرب العالمية، بما في ذلك النصب التذكاري الكندي الوطني في فيمي بعد حوالي 15 دقيقة من اللوفر لنس.

## المتحف

### الهندسة المعمارية
تم بناء المتحف على 20 هكتار (49 أكر) إغلاقه في الستينيات. المنطقة مرتفعة قليلاً بسبب ملء المنجم. لجعل المبنى يمتزج مع المنطقة المحيطة، صمم المهندسون المعماريون سلسلة من خمسة هياكل منخفضة الارتفاع؛ المركز المركزي مربع بجدران زجاجية والأخرى مستطيلة بواجهات ألمنيوم مصقولة تعطي انعكاسًا ضبابيًا للمحيط. إجمالاً، يبلغ عدد المتحف 360 متر (1,180 قدم) طويل ويحتوي على 28,000 متر مربع (300,000 قدم2) من مساحة المعرض.
يحاكي تصميم مبنى مركزي محاط بجناحين متحف اللوفر في باريس. المبنى المركزي المربع هو منطقة الاستقبال الرئيسية. يحتوي على عدة غرف زجاجية منحنية تحتوي على كافيتريا ومكتبة ومتحف. إلى الشرق من قاعة الدخول يوجد 3,000 متر مربع (32,000 قدم2) جاليري دي تومب (بالفرنسية: Galerie du Temps)‏ الذي يضمُّ ما يقرب من 200 عنصر من مجموعة باور لوفر كوليكشن (بالإنجليزية: Paris Louvre Collection)‏. العناصر الموجودة في القاعة الكبيرة والمفتوحة مرتبة ترتيبًا زمنيًا، من 3500 قبل الميلاد إلى منتصف القرن التاسع عشر، بغض النظر عن النمط أو بلد المنشأ. ما وراء جاليري دي تومب هو بافيلون دي فير الذي يعرض أعمالًا من المتاحف المجاورة. المبنى الواقع إلى الغرب من قاعة الدخول عبارة عن صالة للمعارض المؤقتة (معارض مؤقَّتة) وما بعدها، قاعة احتفالات.

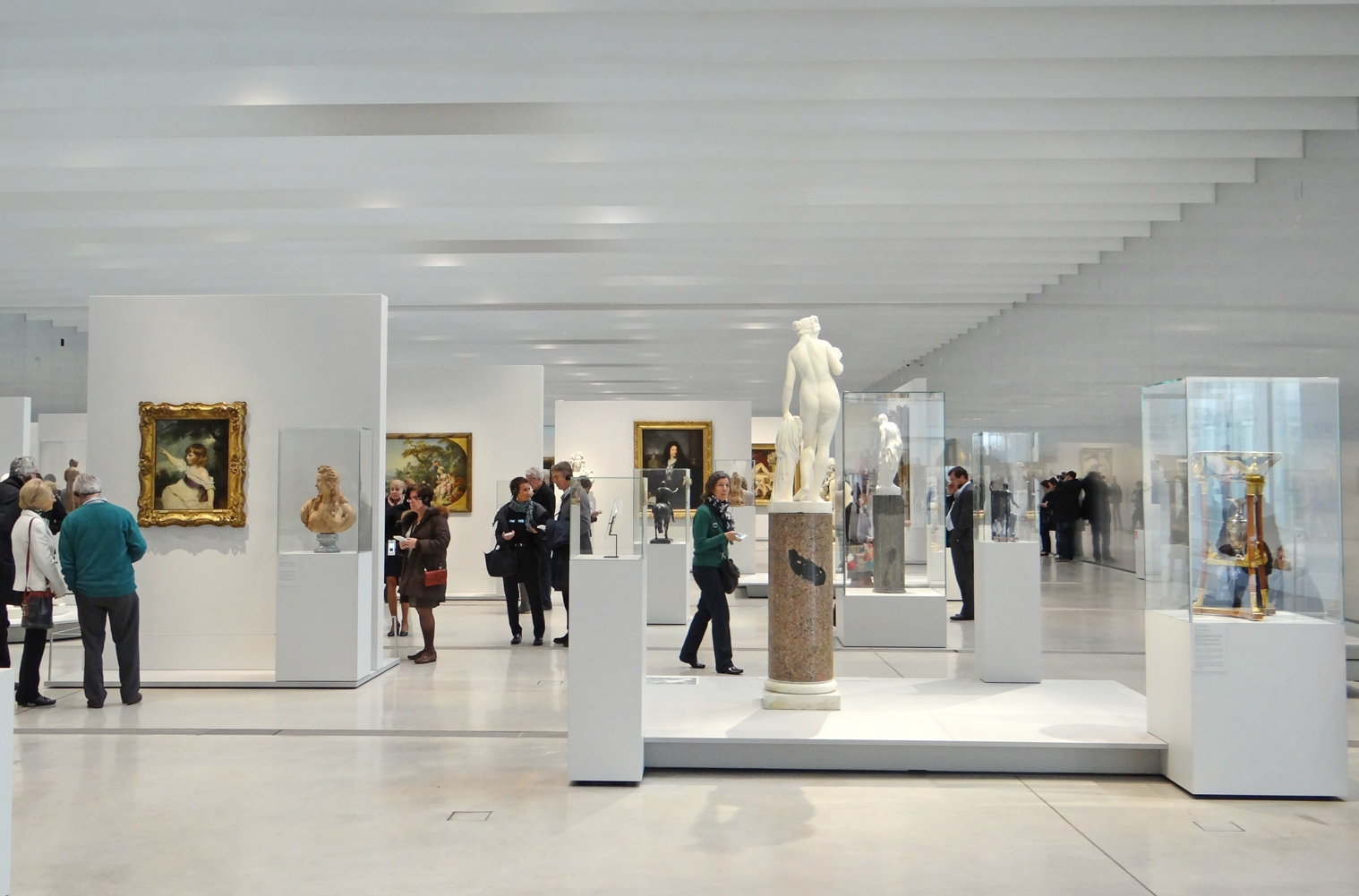
جاليري دي تومب داخل المتحف

### المعارض المؤقتة
المعارض المؤقَّتة (بالإنجليزية: The Exhibitions Temporaires)‏ مخصَّصة للمعارض التي تستمر لمدة 3 أشهر. تضمن المعرض الأول، بعنوان عصر النهضة، أعمال ليوناردو دافنشي التي أعيد ترميمها مؤخرًا مع السيدة العذراء والطفل مع القديسة آن. المعرض الثاني، أوروبا روبنز، كان مخصصًا لروبنز وشمل 170 من أعماله.

## الافتتاح والافتتاح والزوار
في 4 كانون الأول (ديسمبر) 2012، افتتح الرئيس فرانسوا هولاند، جنبًا إلى جنب مع السيدة الأولى فاليري تريرويلر، ووزيرة الثقافة أوريلي فيليبيتي، ومدير متحف اللوفر هنري لويريت، وعمدة لين جاي ديلكورت، ورئيسي الوزراء السابقين ليونيل جوسبان بيار موروا رسميًا اللوفر لنس. في نهاية الأسبوع التالي، استقبل المتحف زواره الأوائل؛ بعد ثلاثة أسابيع من الافتتاح، استقبل المتحف زواره المائة ألف. في مايو 2013، خلال الليلة الأوروبية للمتاحف، شاهد 500000 زائر التحف المعروضة في متحف لوفر لنس. في حين 700,000 زائر للسنة الأولى (بينما كان الدخول مجانيًا)، كان العدد النهائي لهذا العام حوالي 900,000.
في 7 فبراير 2013، قامت امرأة بتخريب تحفة فنية رئيسية في المتحف، الحرية تقود الشعب، وكتبت عليها "AE911" بعلامة سوداء، ربما في إشارة إلى مجموعة تطلق على نفسها اسم «منظمة مهندسون ومعماريون من أجل الحقيقة حول هجمات 11 سبتمبر». تم استعادة اللوحة بالكامل.

## الصور

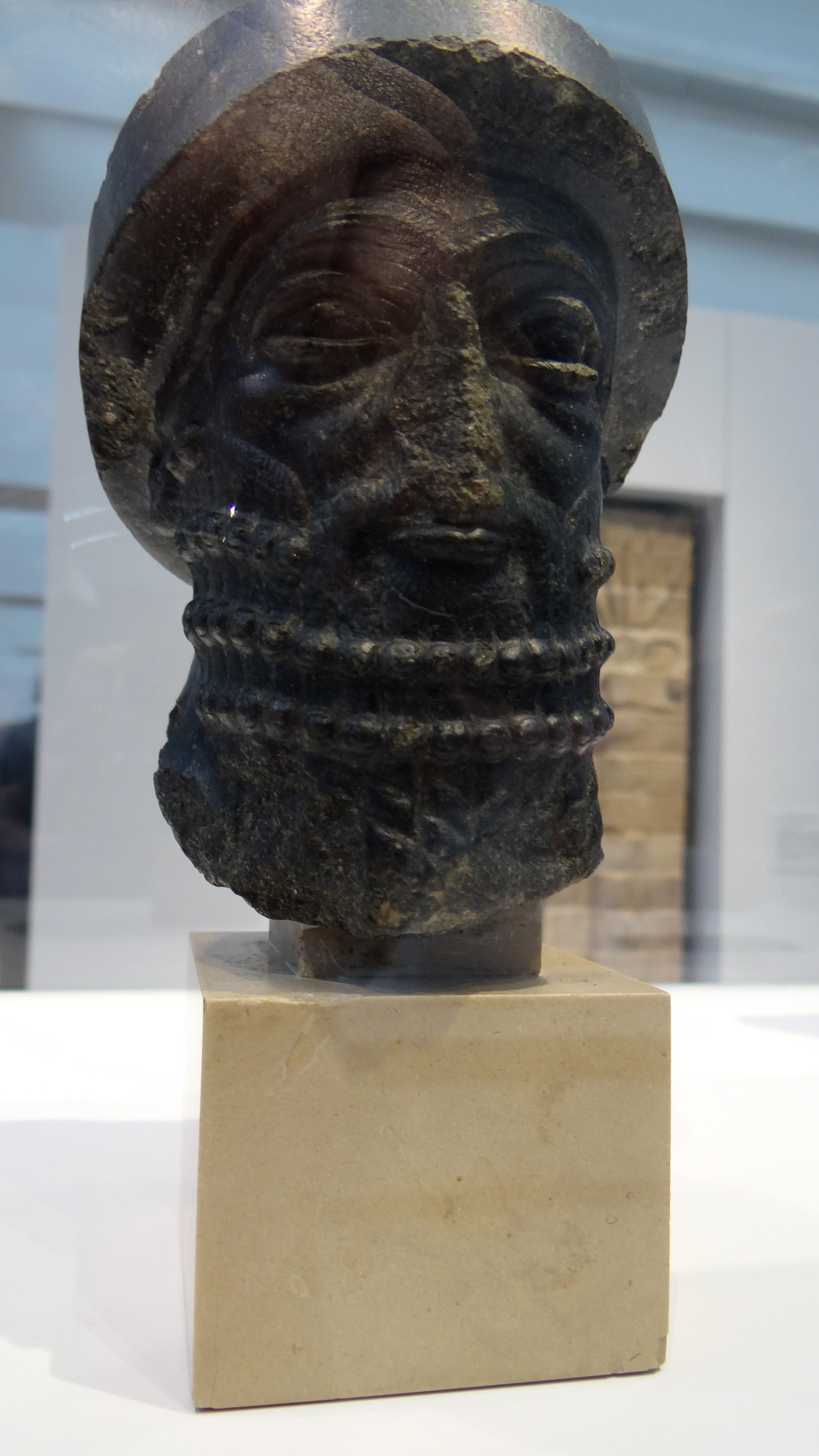
رأس ملكي يعتقد أنه يمثل حمورابي، ملك بابل (حوالي 2000 قبل الميلاد)
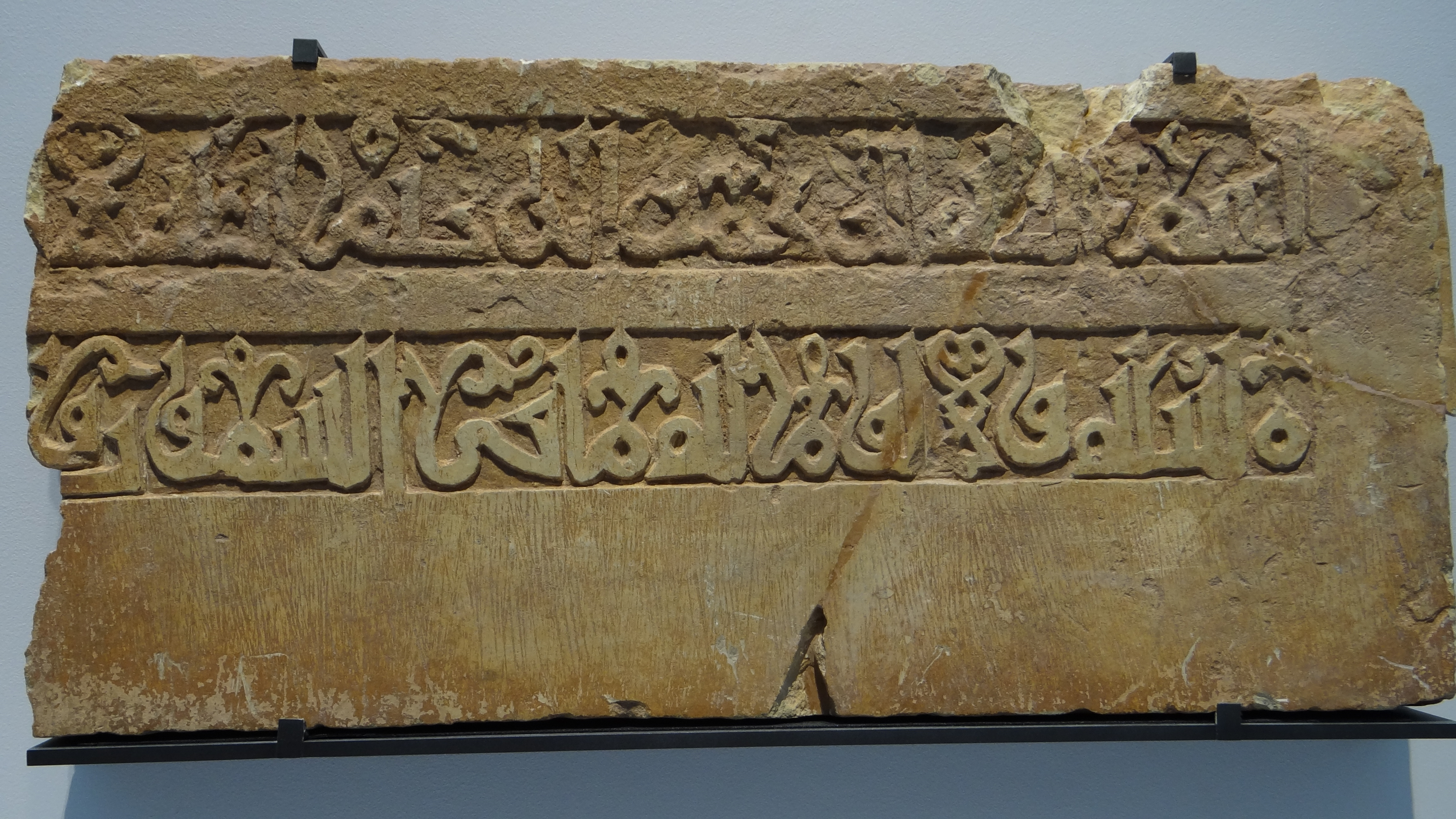
جزء من إفريز معماري من الرقة مع كتابة قرآنية باللغة العربية الزاوي (1100-1200)
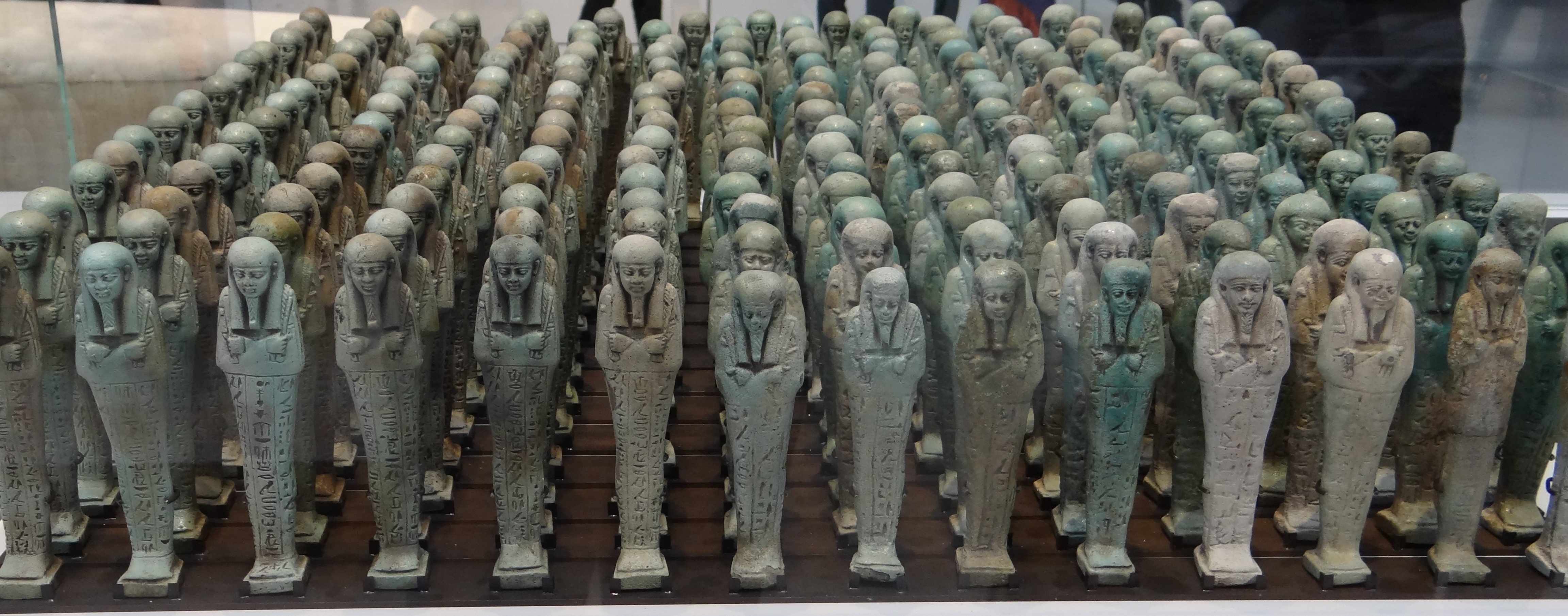
مجموعة من أوشابتي من قبر نفيريبريب في ممفيس، مصر (حوالي 500 قبل الميلاد).
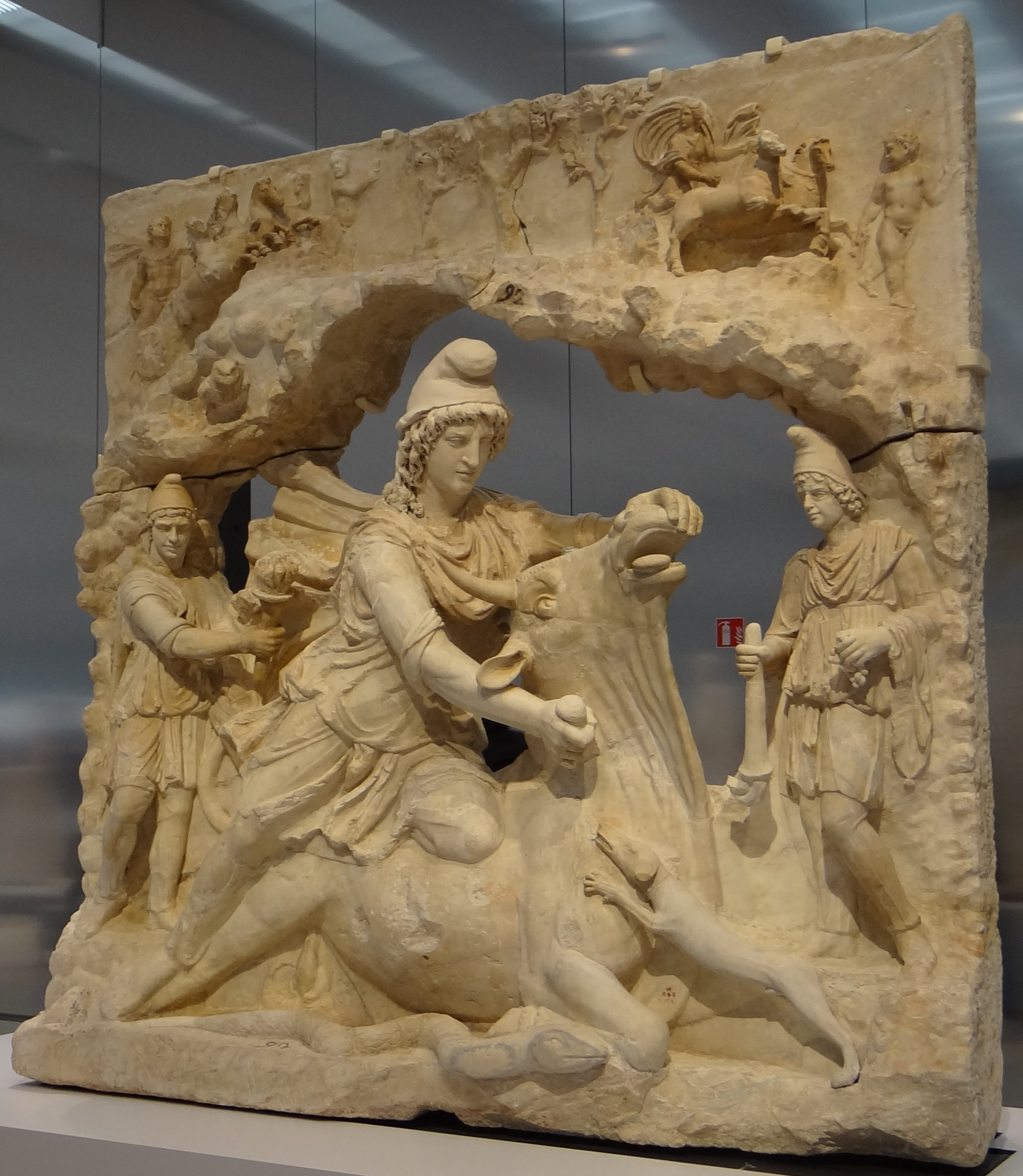
ميثرا يضحي بالثور (حوالي 100-200 م)
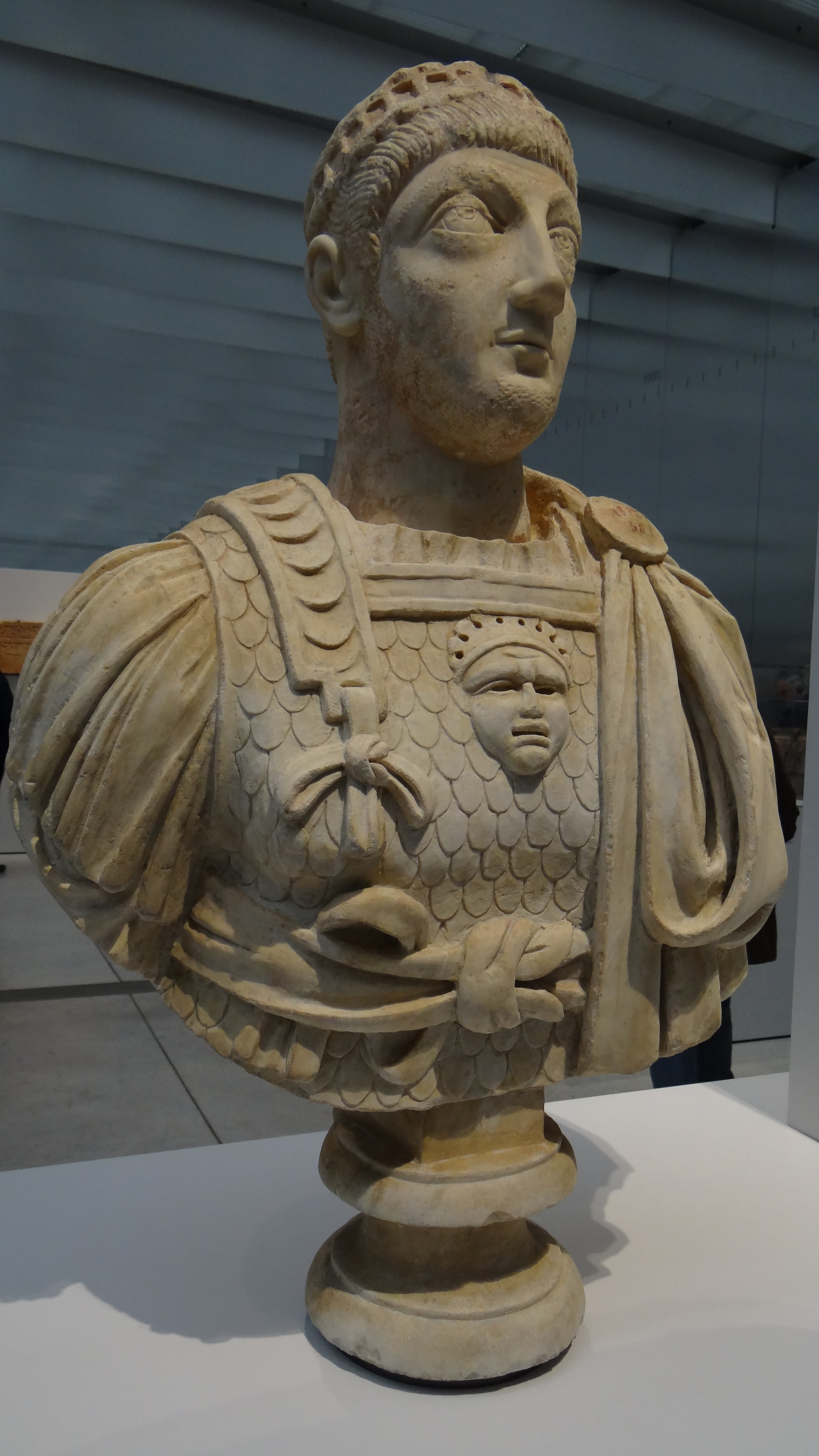
أمير من عائلة إمبراطور الشرق، ثيودوسيوس الثاني (إيطاليا، حوالي 440 م)
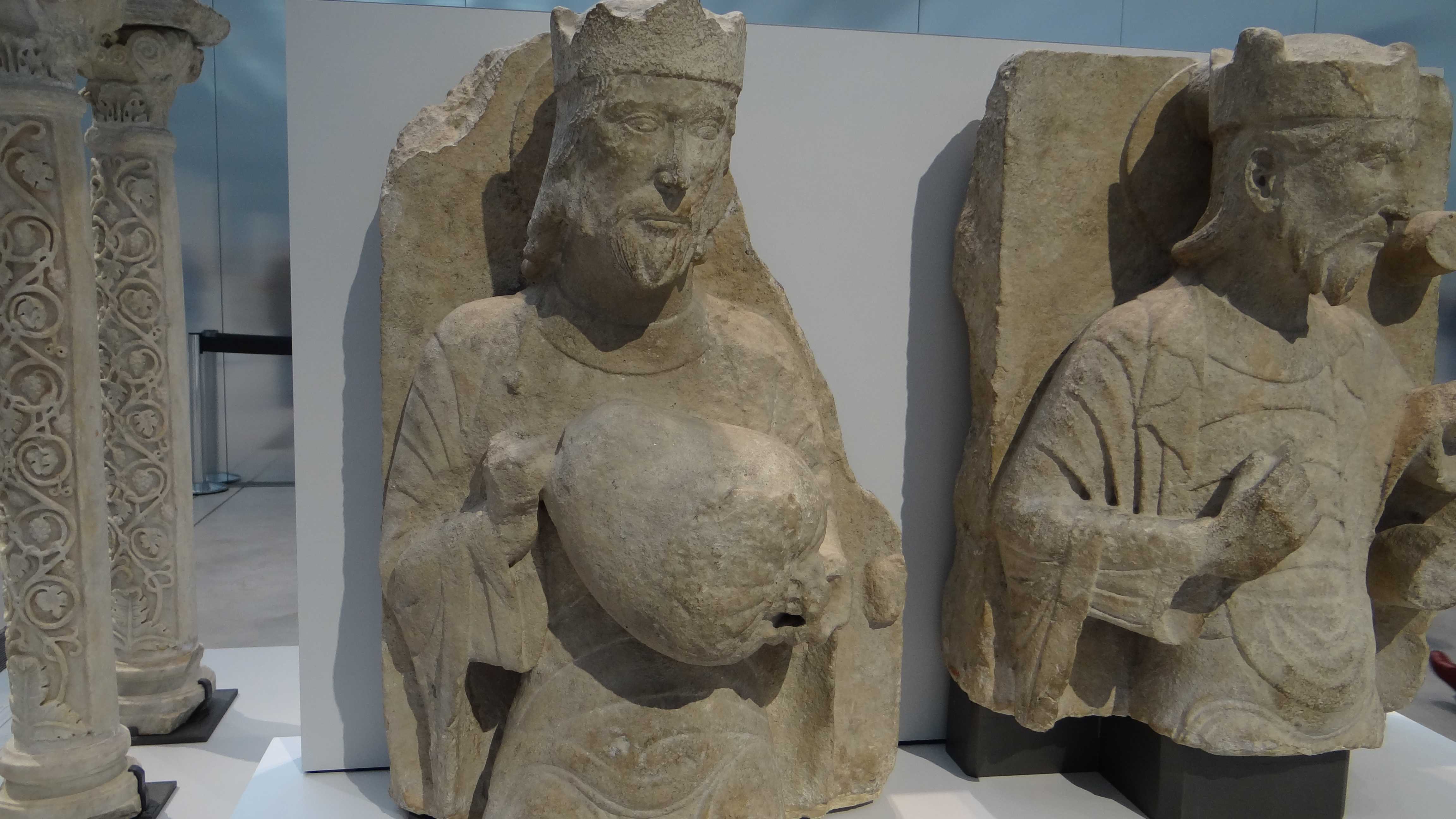
تماثيل ملوك فرنسا من نوتردام دي لا Couldre في بارتيناي، فرنسا (حوالي 1150-1200)
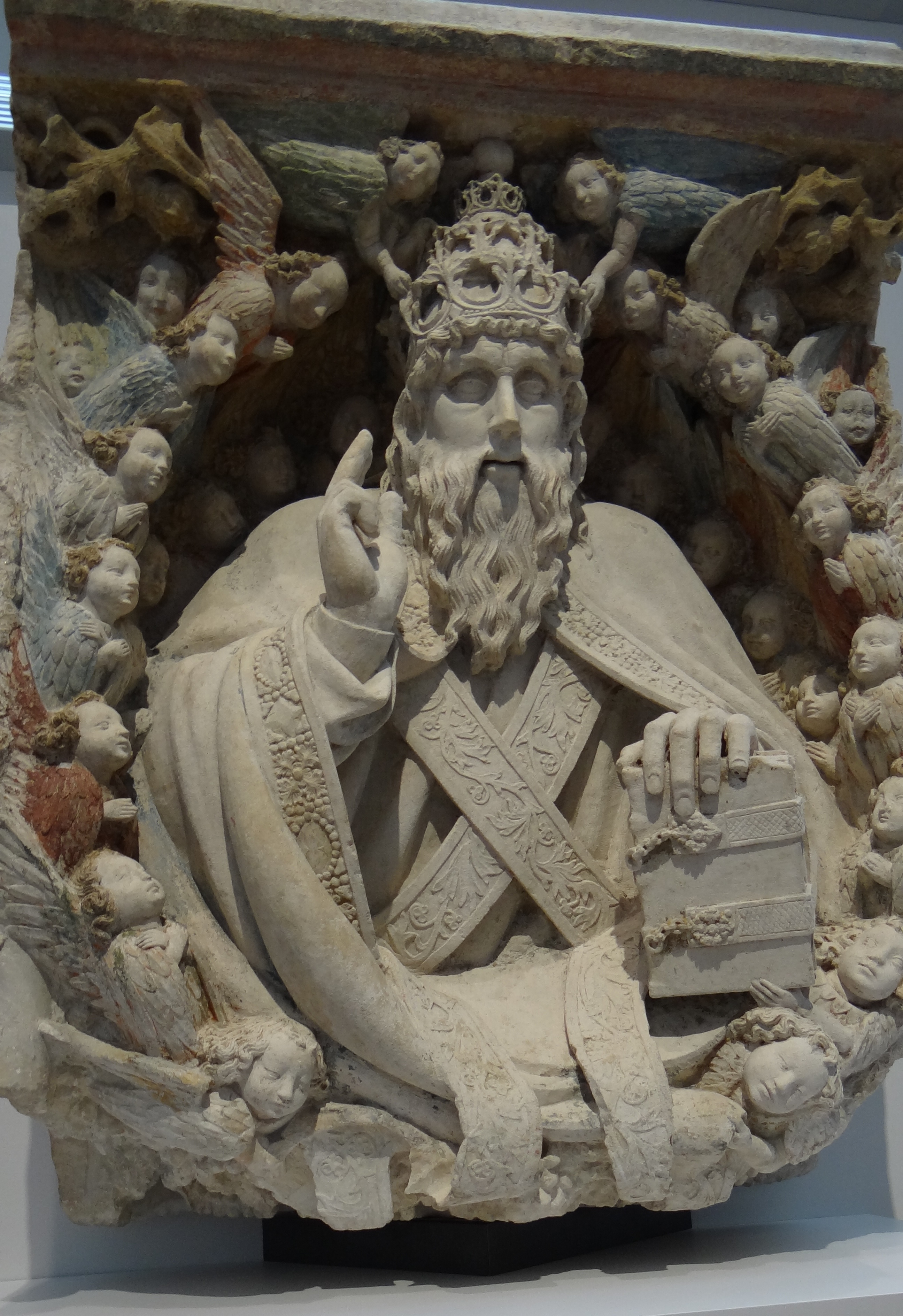
جزء من كنيسة القديس سيبولكر في شومون إن بابجي (1475)
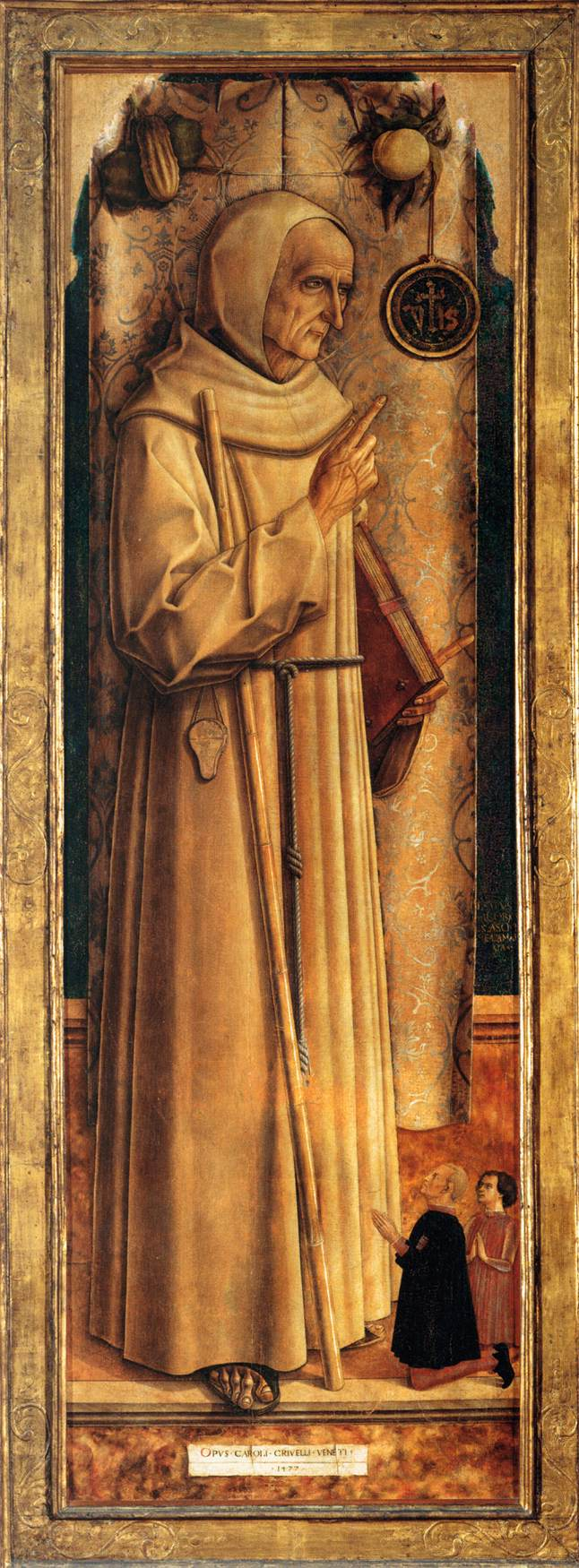
جيمس أوف ذا مارشز  [لغات أخرى]‏ بواسطة كارلو كريفيلي  [لغات أخرى]‏ (1477)
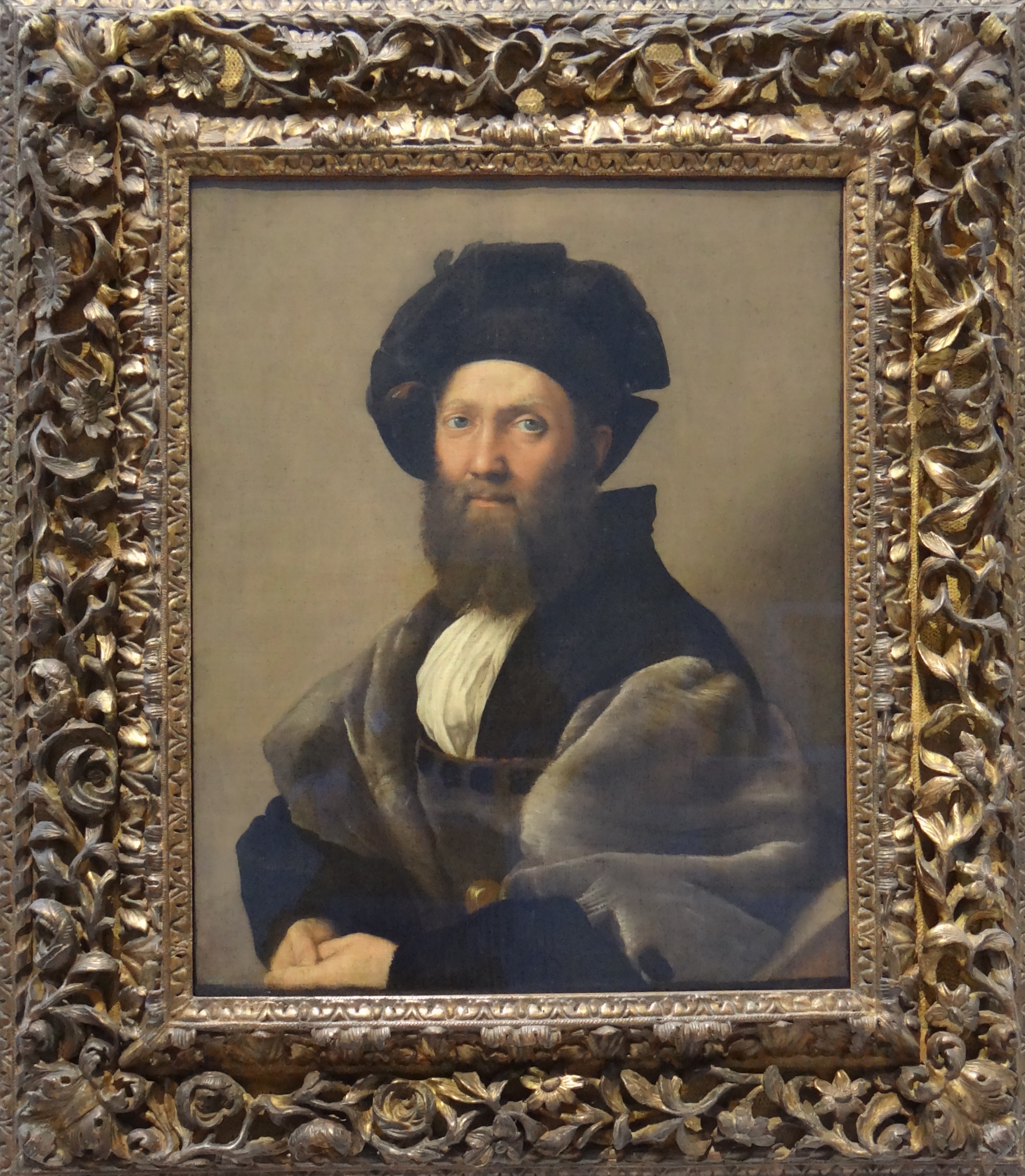
صورة بالداسار كاستيجليون بواسطة رافائيل (حوالي 1514-1515)
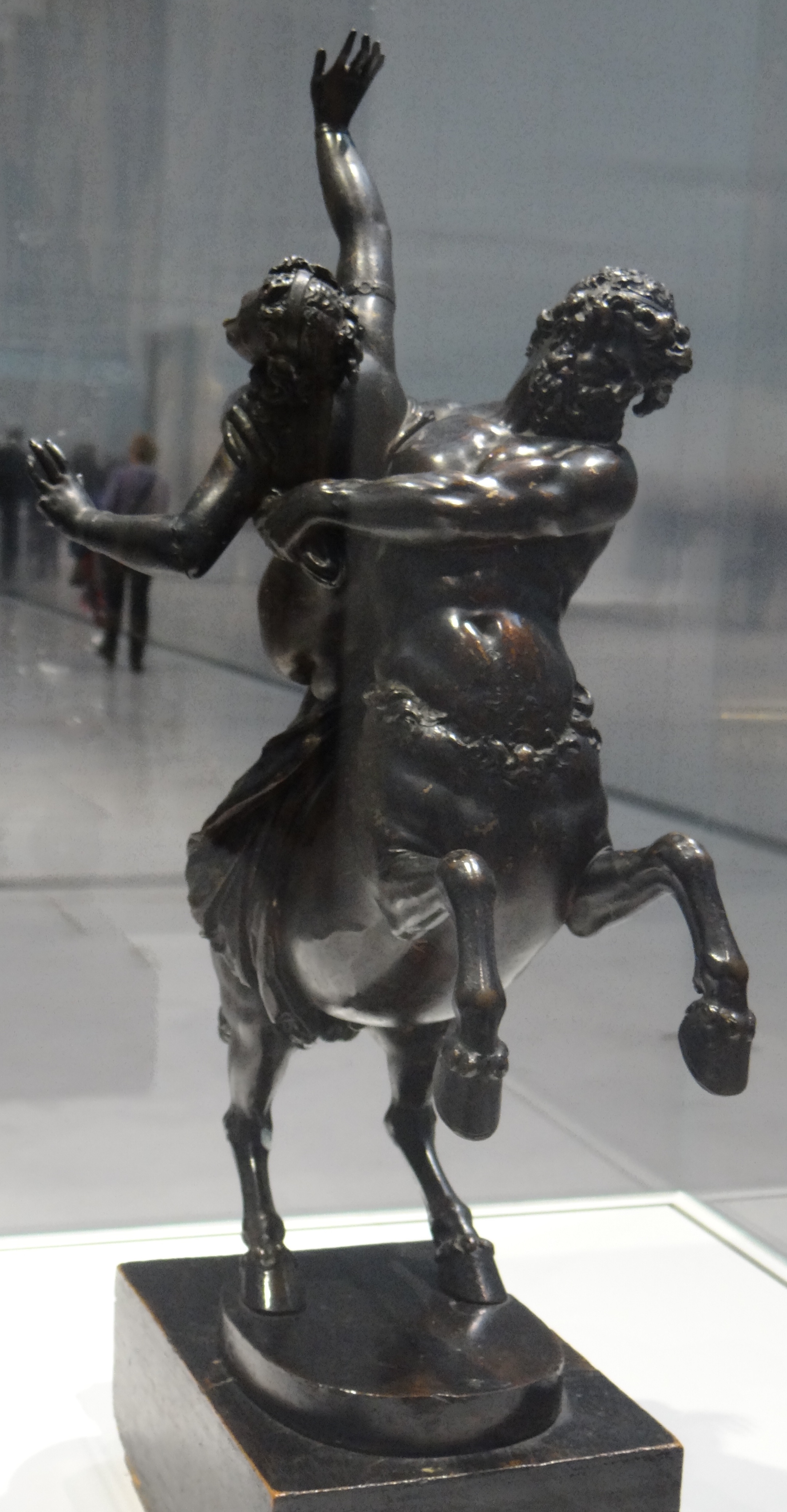
وخطف Deianira التي كتبها جيامبولونا (حوالي 1576)
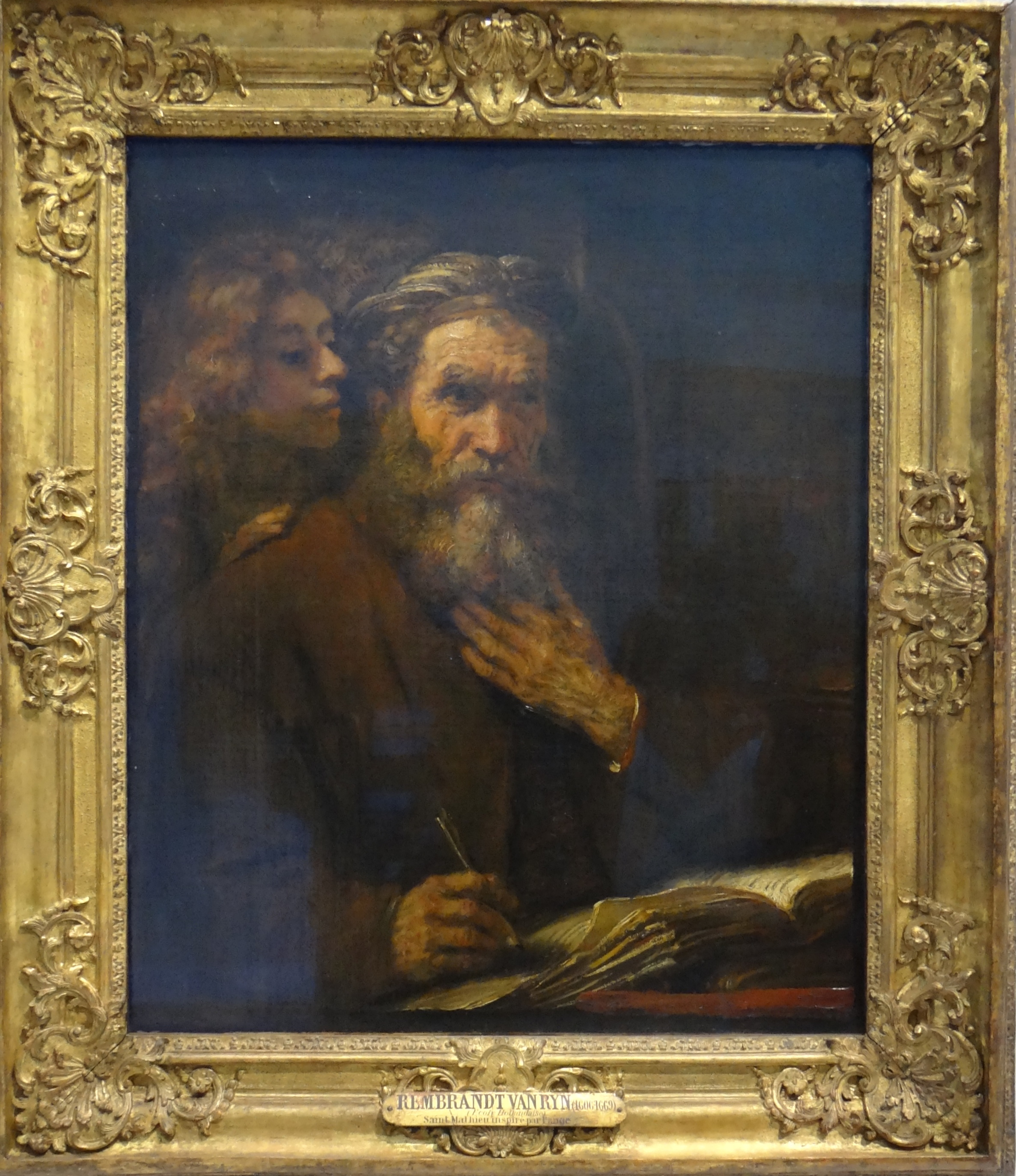
القديس ماثيو بواسطة رامبرانت (1661)
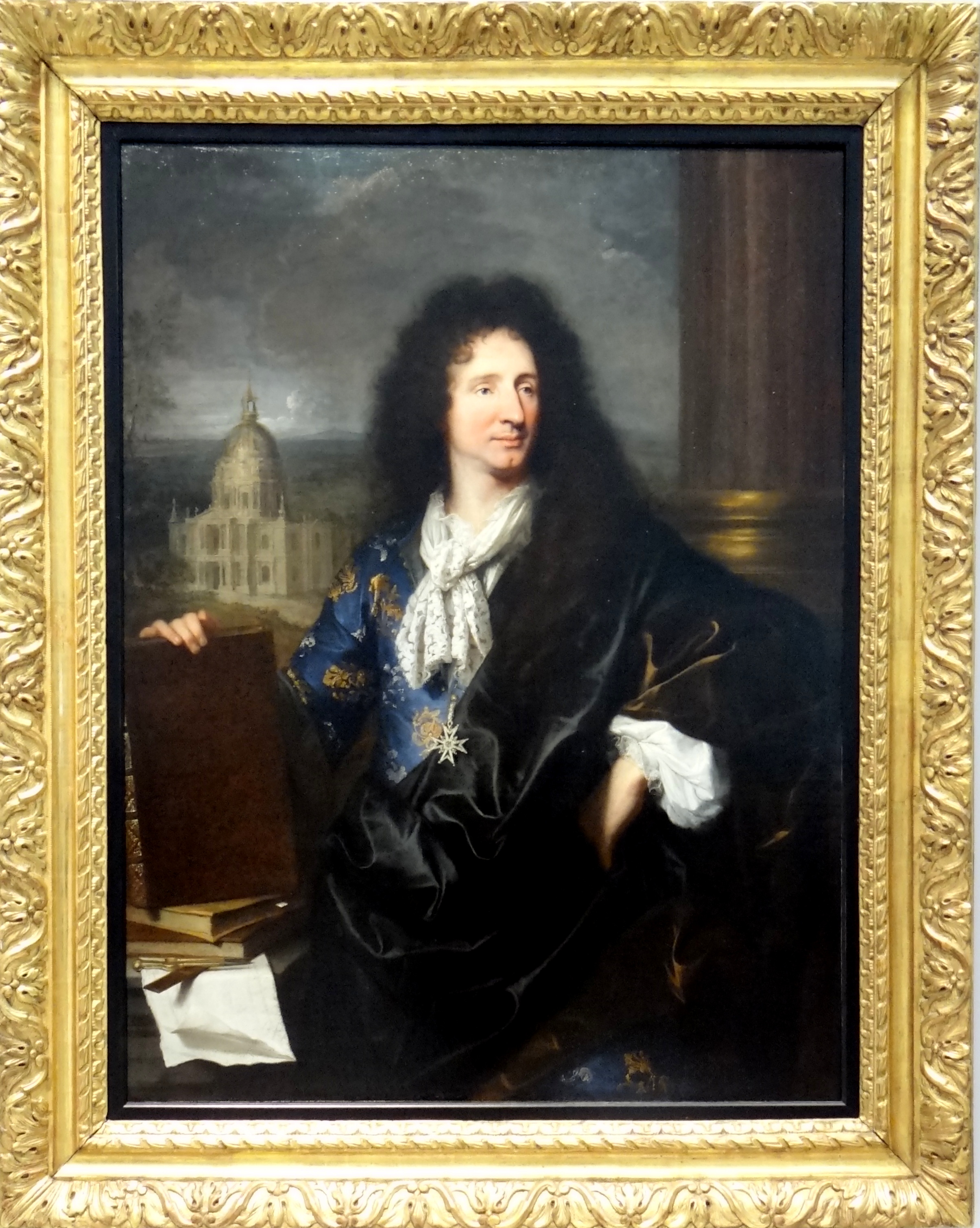
جول Hardouin-Mansart بواسطة هياسنته ريجو (1685)
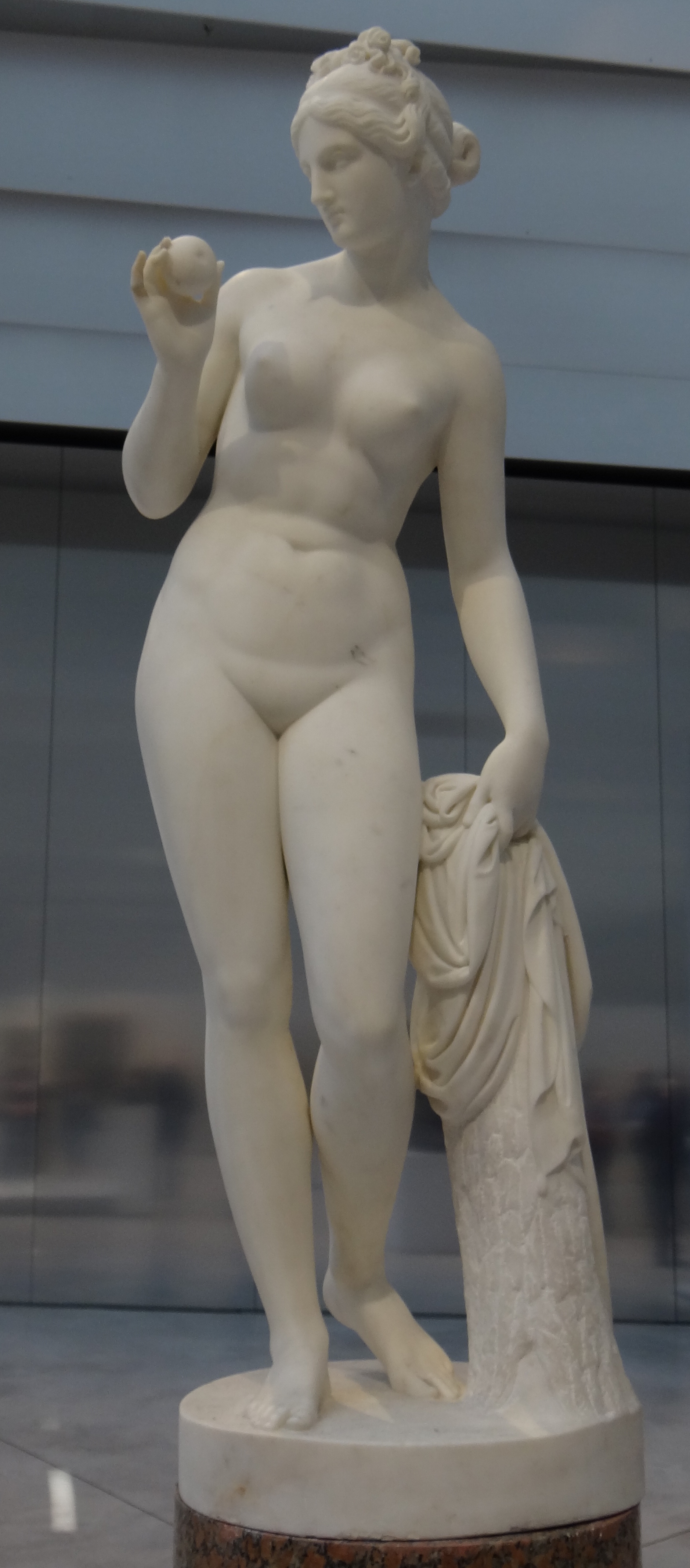
فينوس مع التفاح لبيرتل ثورفالدسن (1805).
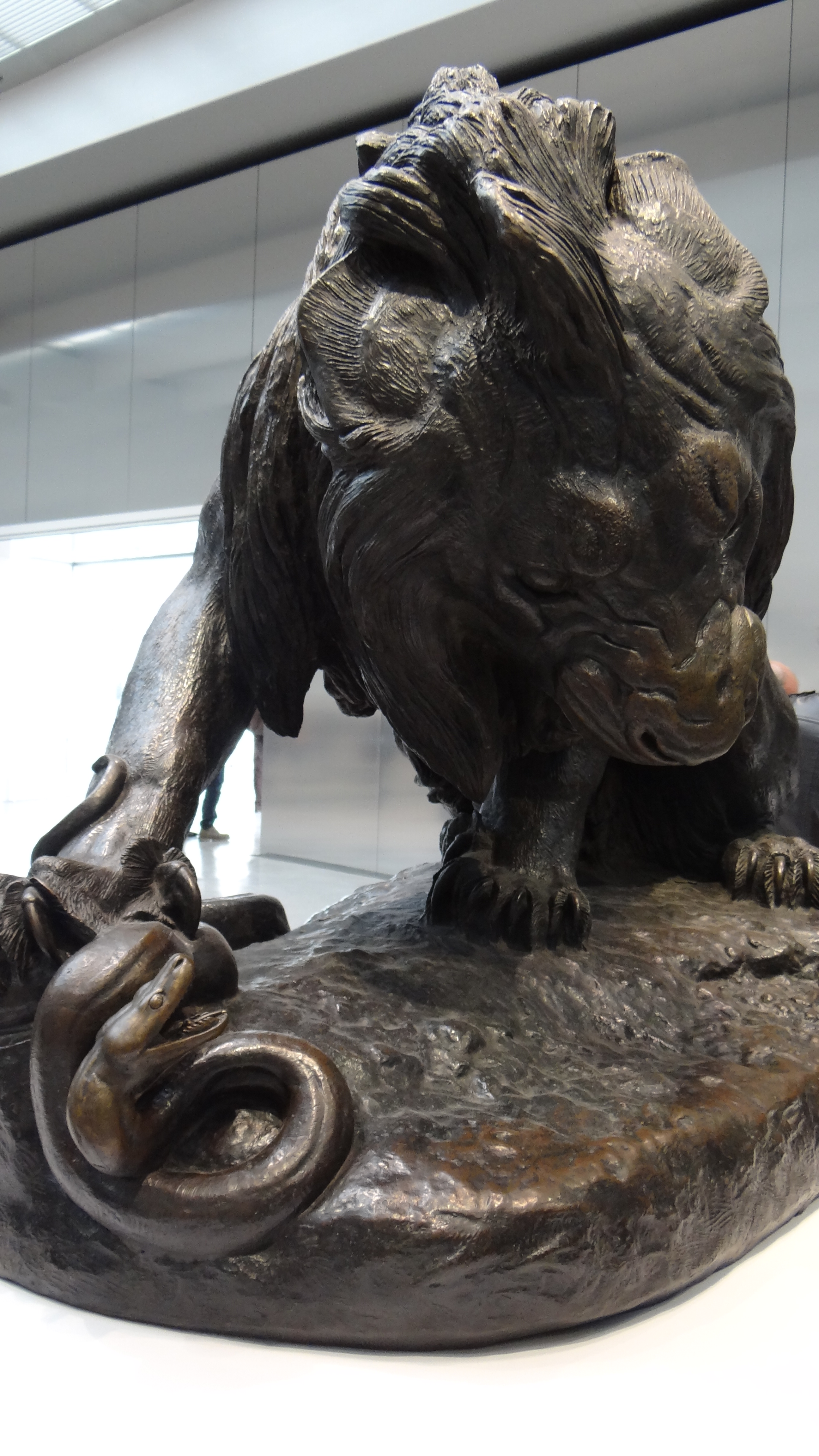
أسد مع ثعبان من  [لغات أخرى]‏ قبل أنطوان لويس باري  [لغات أخرى]‏ (1832، من قبل أونوريه جونون في عام 1835)
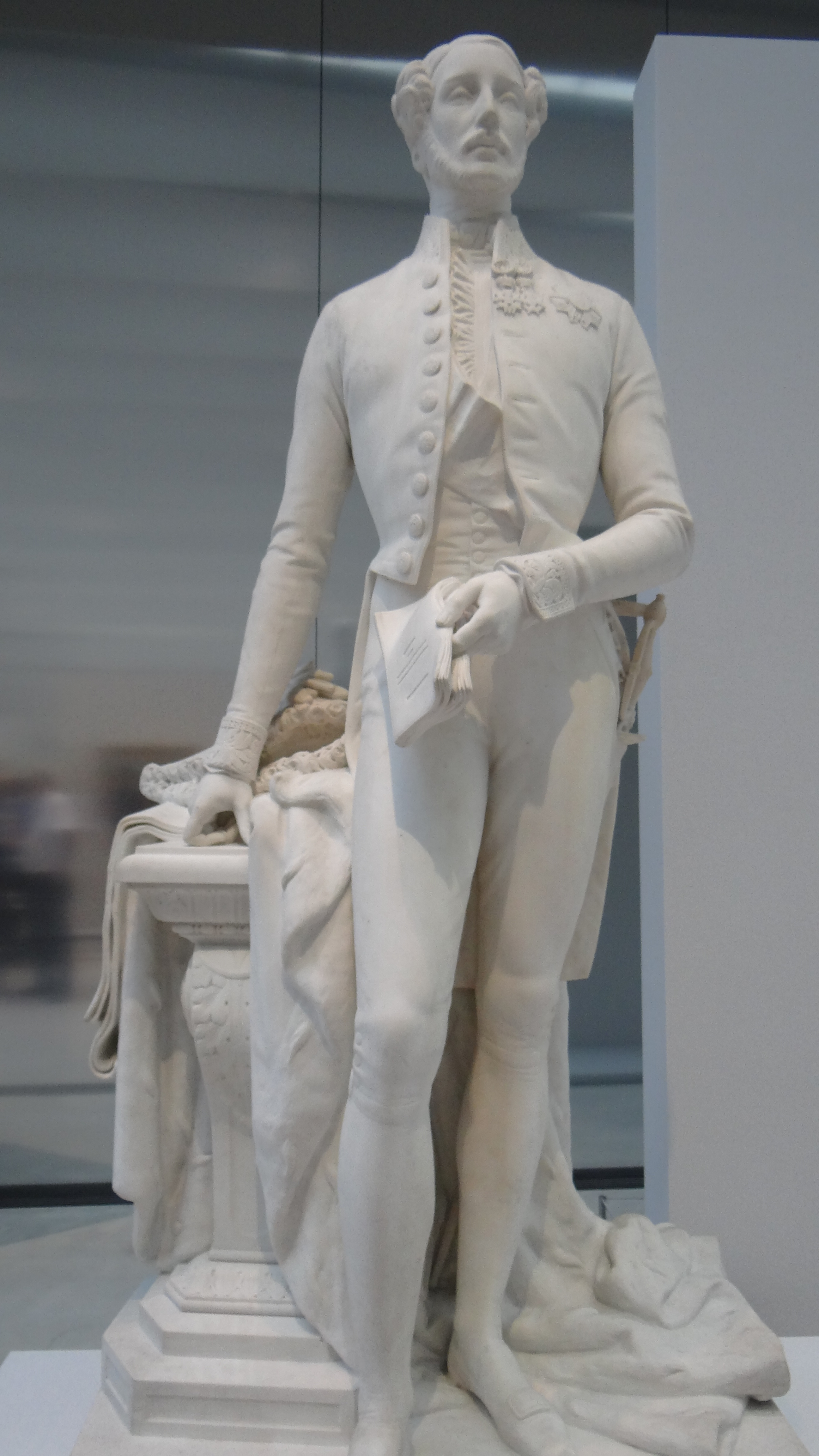
الأمير فرديناند فيليب، دوق أورليان  [لغات أخرى]‏ بواسطة جان لويس جالي  [لغات أخرى]‏ (1844)

## روابط خارجية
- الموقع الرسمي للمتحف
- مجموعة من الصور والملف الشخصي في مجلّة فرنسية عن المتحف
- مقال للسفر إلى المتحف